# Rångedala församling
Rångedala församling var en församling i Ås kontrakt i Skara stift. Församlingen låg i Borås kommun i Västra Götalands län. Församlingen ingick i Toarps pastorat. Församlingen uppgick 2014 i Toarps församling.

## Administrativ historik
Församlingen har medeltida ursprung.
Församlingen var till 1937 moderförsamling i pastoratet Rångedala, Toarp, Äspered, Tärby och Varnum som till 1650 även omfattade Brämhults församling. Från 1937 till 2014 annexförsamling i pastoratet Toarp, Rångedala och Äspered som till 1962 även omfattade Tärby och Varnums församlingar.  Församlingen uppgick 2014 i Toarps församling.

## Kyrkor
- Rångedala kyrka